# 球衣号码 (足球)

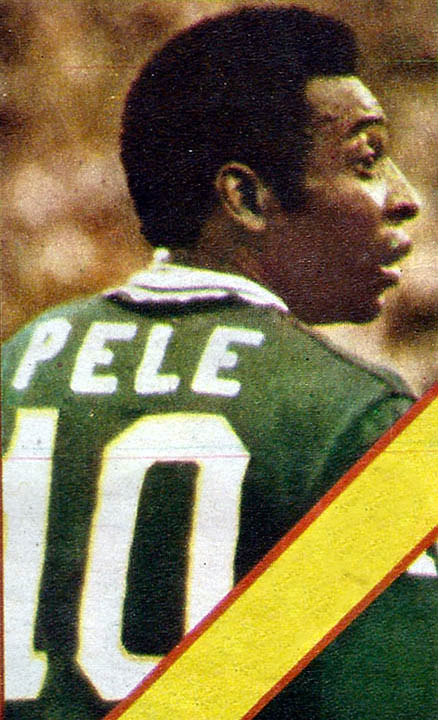
比利效力於紐約宇宙期間穿著他標誌性的10號球衣

球衣号码是足球運動員球衣上的號碼，一般用數字表示，可以用来分辨足球场上的足球運動員。首发球员可能身着1至11号，但有時很多球员会根据个人喜好选择号码。若某一号码已被他人使用，还会有球员转而身着替代号码。
例如，首发守門員最常用的球队号码就是“1”，因为门将是出场阵容中的第一个球员。足球规则中，“1”也是唯一一个各队必须有人使用的号码。穿“9”号的通常都是前鋒，该位置是场上最靠前的进攻位置，穿9号球衣的球员也经常是全队进球最多者。“10”号是足球界最具象征性的号码之一，这全然是因为有很多传奇球员都曾身着10号；穿10号的一般都是組織核心、二前锋或者攻击型中场。